# Sujin Tennō
 Sujin Tennō (崇神天皇?) fue el décimo emperador del Japón en aparecer en la lista tradicional de emperadores.

## Biografía
No existen datos claros acerca de este emperador y es conocido por los historiadores como un "emperador legendario". Pero esto no implica necesariamente que esta persona no haya existido, sólo porque hay pocas referencias de éste.
Según el Kojiki y el Nihonshoki fue el segundo hijo de Kaika Tennō. Su nombre de nacimiento fue Mimaki-iri-biko-inie-no-mikoto. Fundó algunos templos importantes en la provincia de Yamato. En su época vivió el país una gran pestilencia, que según las crónicas se resolvió gracias a una revelación divina del dios Oo-miwa-no-ō-kami. Sofocó una rebelión capitaneada por su hermanastro el príncipe Take-hani-yasu en la región de Yamashiro. Su general Oo-biko derrotó a los insurrectos en un lugar llamado Idomi (después llamado Izumi). También se le atribuye la organización del primer sistema tributario de la historia de Japón, cuando ordenó  que "los hombres entregaran un tributo fruto de la punta de sus arcos y las mujeres un tributo fruto de la punta de sus dedos" (o sea, caza y tejidos).
Algunos historiadores lo identifican con Jinmu Tennō y consideran que la leyenda atribuida a Jinmu fue originalmente basada en la vida de Sujin. Otros eruditos asumen que su leyenda refleja el cambio de dinastías y poderes en la provincia de Yamato. Es el primero de los emperadores que tiene alguna verosimilitud histórica. Parece que en realidad murió en el año 258 de nuestra era, fecha que marca el verdadero comienzo del estado japonés como unidad política.

## Matrimonios y descendencia
Según el Kojiki, Sujin tuvo numerosa prole de varias esposas.
Totsu-ayu-me-ma-guwashi-no-hime fue su primera esposa. Era hija de Ara-kawa-tobe, gobernador del país de Ki. El emperador tuvo de ella dos hijos:
- Toyo-ki-iri-biko-no-mikoto, antepasado de los señores de Kami-tsu-keno y de Shimo-tsu-keno.
- Toyo-suki-iri-no-hime-no-mikoto, sacerdotisa del templo de Oo-kami en Ise.

De Oo-ama-no-hime engendró cuatro hijos:
- Oo-iriki-no-mikoto, antepasado del clan Noto.
- Yo-saka-no-iri-biko-no-mikoto
- Nunaki-no-iri-no-hime-no-mikoto
- Tōchi-no-iri-bime-no-mikoto

Con Mimatsu-no-hime-no-mikoto, hija de Oho-biko tuvo seis hijos más:
- Ikume-iri-biko-isachi-no-mikoto, que sucedería a su padre como Suinin Tennō.
- Izawahi-no-hime-no-mikoto
- Iga-no-hime-no-mikoto
- Yamato-biko-no-mikoto